# Дорога до пекла (фільм, 1988)
«Дорога до пекла» — радянський двосерійний художній телефільм 1988 року, знятий на Кіностудії ім. О. Довженка.

## Сюжет
«Дорогою до пекла» стало життя молодих людей Марини та її брата Олега, що пристрастилися до наркотиків. За їх зламаними долями стоять люди, яких молоді люди вважають своїми благодійниками. Наркоторговці не зупиняються ні перед чим, щоб розширювати ринки збуту. Погрожуючи фізичною розправою, вони намагаються втягнути в свій бізнес лаборантку Катю і її друга водія-далекобійника Олексія. Але хлопці не тільки відмовляються працювати на злочинців, але й допомагають міліції розкрити весь ланцюжок торгівлі наркотиками, який тягнеться через Росію з Азії. Фільм був знятий в місті Ужгород Закарпатської області України.

## У ролях
- Олена Бардіна — Катя Руденко
- Степан Старчиков — Олексій Северін
- Ольга Сизова — Марина Нечаєва
- Борис Щербаков — Володимир Корнєєв
- Володимир Коренєв — Борис Левицький
- Людмила Гурченко — Марта Хольман
- Маріс Лієпа — Отто Штіммер
- Ромуалдс Анцанс — Микола Степанович Гончаров, полковник (озвучив Павло Морозенко)
- Ігор Старигін — Серж
- Давид Бабаєв — Толя Сорокін
- Махмуд Есамбаєв — Керім Рустамович Бакаєв («Шах») (озвучив Артем Карапетян)
- Олександр Соловйов — Арвіс
- Богдан Бенюк — Павло
- Георгій Гавриленко — «Лом»
- Костянтин Шафоренко — Олег Нечаєв, брат Марини
- Віталій Коняєв — Павло Іванович Милосердов, професор
- Степан Олексенко — генерал Даниленко
- Микола Засєєв-Руденко — Вацлав Шевчик, підполковник
- Тетяна Антонова — Олена, секретар Корнєєва
- Олександр Агеєнков — старший лейтенант
- Петеріс Ґаудіньш — рудий Гюнтер
- Георгій Дворников — водій вантажівки
- Шухрат Іргашев — спільник «Шаха»
- Олександр Костильов — капітан
- Ніна Кобеляцька — Бондарчук, повія
- Ірина Терещенко — валютна повія
- Анатолій Лук'яненко — оперативник
- Олександр Мілютін — водій вантажівки
- Валерій Наконечний — автоінспектор, лейтенант
- Юрій Крітенко — подільник Марти
- Сергій Підгорний — Селезньов, автоінспектор, сержант
- Валерій Денисов — учасник наради у міністра
- Віктор Мельник — лікар
- Анатолій Переверзєв — «Сімнадцятий», оперативник
- Ігор Черницький — оперативник
- Бехзод Хамраєв — продавець динь
- Валерій Шибаєв — полковник міліції Догужаєв
- Сергій Іушін — епізод
- Олена Рой — епізод
- Юрій Вервейко — епізод
- Олександр Титов — генерал-лейтенант
- Віталій Васильков — епізод
- Золтан Грегуш — епізод

## Знімальна група
- Режисер — Микола Засєєв-Руденко
- Сценаристи — Михайло Канюка, Володимир Шаров
- Оператор — Олександр Чорний
- Композитор — Іван Карабиць
- Художник — Григорій Павленко